# Brittany Murphy
Brittany Anne Murphy (10. november 1977 – 20. december 2009) var en amerikansk skuespillerinde og musiker.

## Liv og karriere

### Tidlige liv
Murphy blev født i Atlanta i Georgia. Hendes forældre blev skilt da hun var to år gammel, og hun voksede op i Edison i New Jersey, og i Burbank i Californien sammen med sin mor.

### Karriere
Da hun var ni år gammel fik hun en syngende rolle i musicalen Les Misérables, og inden hun fyldte tretten havde hun en kontrakt med en manager.
Murphy fik sit første job i Hollywood da hun var fjorten år gammel, med rollen som "Brenda Drexell" i tv-serien Drexell's Class. Senere fik hun rollen som "Molly Morgan" i den kortlivede serie Almost Home. Hun var også vokalist i bandet Blessed With Soul tidligt i 1990'erne.
Siden den gang har hun medvirket i flere succesrige film, inkluderet Clueless (1995), 8 Mile (2002) og Uptown Girls (2003). Hun har også optrådt i flere tv-serier, blandt andet Sister, Sister, Boy Meets World, og som stemmen til "Luanne Platter" i den populære animerede tv-serie King of the Hill.
Hendes seneste roller er i filmene Little Black Book (2004), som blev en fiasko både blandt kritikerne og publikum, og den kritikerroste Sin City (2005).
Foråret 2006 lancerede Paul Oakenfold singlen "Faster Kill Pussycat" i samarbejde med Brittany Murphy. Sangen blev et populært hit i natklubberne i USA, og kom med på Billboards "Hot Dance Club Play chart". Den kom også på syvendepladsen på den britiske singleliste.

### Død
Murphy døde angiveligt af hjertestop 20. december 2009 i Los Angeles. Brittany Murphy blev begravet den 24. december 2009.
20. december 2009 blev Brittany Murphy fundet død i badet af sin mor. Hun blev erklæret død på Cedars-Sinai Medical Center i Los Angeles. Det kom senere frem, at lungebetændelse var skyld i hendes død. Fem måneder senere døde hendes enkemand af selvsamme sygdom.
Det fik Murphys mor til at hævde, at skimmelsvamp i parrets hjem havde ført til parrets dødelige lungebetændelse[kilde mangler]

## Privatliv
Murphy har gået ud med skuespilleren Ashton Kutcher, og var forlovet med talentspejderen Jeff Kwatinetz i 2004. I december 2005 forlovede hun sig med Joe Macaluso, en produktionsassistent hun mødte mens hun arbejdede på sættet til Little Black Book.

## Udvalgt filmografi
| År   | Titel                    | Rolle                 | Bemærkninger             |
| ---- | ------------------------ | --------------------- | ------------------------ |
| 2006 | Kolde fødder             | Sue                   | (orig. The Groomsmen)    |
| 2006 | Love and Other Disasters | Emily 'Jacks' Jackson |                          |
| 2006 | Happy Feet               | Gloria                | (stemme)                 |
| 2005 | Sin City                 | Shellie               |                          |
| 2004 | Little Black Book        | Stacy                 |                          |
| 2003 | Uptown Girls             | Molly Gunn            |                          |
| 2003 | Spun                     | Nikki                 |                          |
| 2003 | Just Married             | Sarah McNerney        |                          |
| 2002 | 8 Mile                   | Alex                  |                          |
| 2001 | Sidewalks of New York    | Ashley                |                          |
| 2001 | Ikke et ord              | Elisabeth Burrows     | (orig. Don't Say a Word) |
| 2001 | Summer Catch             | Dede Mulligan         |                          |
| 2000 | Cherry Falls             | Jody Marken           |                          |
| 1999 | Girl, Interrupted        | Daisy Randone         |                          |
| 1999 | Drop Dead Gorgeous       | Lisa Swensen          |                          |
| 1999 | The Devil's Arithmetic   | Rivkah                |                          |
| 1995 | Clueless                 | Tai Fraiser           |                          |

### Interviews
- interview august 2003, LatinoReview
- interview oktober 2001, Mr. Showbiz Arkiveret 12. april 2009 hos  Wayback Machine
- interview maj 2000, Brant Publications
- interview marts 1999, Bikini Magazine